# 構造改革
構造改革（こうぞうかいかく）とは、現状の社会が抱えている問題は表面的な制度や事象のみならず社会そのものの構造にも起因するものであり、その社会構造自体を変えねばならないとする政策論的立場。「改良主義」を批判するマルクス主義の側からは、「構造改良」と呼ばれることもある。

## 概要
元々は1940年代に、イタリア共産党のパルミロ・トリアッティが『イタリアと世界で進行中の転換の中における社会主義へのイタリアの道のための闘争』（社会主義へのイタリアの道）の中で主張したものである。
本来的にトリアッティらの主張は、「世界の共産主義運動はソ連型の社会主義を唯一の手本とし、ソ連の指示に従ってその国の革命を押し進める」というコミンテルン式のソ連の権威に絶対忠誠的な態度にあえて距離を置き、自国の（“イタリアの道のための”とはまさにこれである）改革を主張する路線、学説であった。

## 日本の左翼・新左翼(構造改革派)
日本では1950年代に当時日本共産党にいた佐藤昇らによって紹介され、安東仁兵衛・貴島正道、また政治学者の松下圭一などによって普及した。上田耕一郎・不破哲三兄弟も当初は構造改革に賛意を示す発言をしていたが、後に本質的誤りがあったとして、自己批判している。日本共産党の中にいたこの流れは、親ソ連の志賀派の一部であったため、それとともに1961年の綱領決定のころまでに排除されたが（排除された勢力は日本のこえ・共産主義労働者党・フロント（社会主義同盟）・統一共産同などを結成）、同時期の日本社会党では、右派大量脱党・民社党結成後の、議会主義的な思想を必要とする勢力、具体的には江田三郎の支持を得て勢力を持ち、1960年の第29回衆議院議員総選挙を前に、総選挙闘争の方針として承認された。しかし、たまたま直前に浅沼稲次郎委員長が暗殺され、追悼ムードの中で承認され、十分な討議を経ずに決定したものであったため、後の火種の元になった。

### 政党の中での構造改革の展開
日本共産党ならびに日本社会党の党内においての構造改革の思想は、ねじれた展開を見せた。
日本共産党内においては事情が異なっている。すなわち、日本共産党の主流派が「ソ連絶対」の立場に距離を置き、自主独立の綱領を確定して活動を進めようとする路線を取ったこともあり、むしろ構造改革派の方が「親ソ」であった。上述の共産党からの脱退と独自の党の旗揚げにも、ソ連の対日干渉工作に基づく育成が深く関わっていた（同派に対する資金提供の証拠などが、ソ連崩壊以後に見つかっている）。
日本社会党内においては、教条主義的なマルクス主義的理念に対置し、左派政党において議会主義を正当化する考え方として、十分な思想の定着が見られる前に、派閥として右派に伝播していった。
構造改革は、改良主義や修正主義とは異なるが、暴力革命という手段方法を取らず、長期的な社会の変革を目指すという点では社会民主主義に近いものがあった。そのため、社会党左派の有力な基盤である社会主義協会の向坂逸郎や総評の太田薫らは、資本主義体制を温存しているという意味の「改良主義」「日和見主義」であるとして強く非難した。これは、構造改革の社民主義化を警戒したものともいえた。この結果、1962年の党大会で、構造改革は「戦略路線としてただちに党の基本方針としてはならない」とする議案が可決され、構造改革派は後退した。
また、江田が
1. アメリカの平均した生活水準の高さ
2. ソ連の徹底した生活保障
3. イギリスの議会制民主主義
4. 日本国憲法の平和主義

の四要素を掲げた「江田ビジョン」を発表し、民主社会党の西尾末広がこれを1962年11月21日に支持表明したことも、左派の反発を増した（現に、佐々木更三は『新しい社会主義のために』31号で江田ビジョンを「民社党と変りがない」と批判した）。その結果、11月27日の党大会で江田非難決議が可決され、党書記長だった江田は辞職した。さらに1964年にはマルクス主義色の強い「日本における社会主義への道」が承認され、社会党では反構造改革派が勝利を収め、構造改革は江田派の一派閥の思想におしこめられた。
構造改革の是非の亀裂が、その後、1970年代後半までの社会党の派閥抗争の材料となり、両者の争いは社会党の体力を消耗させる1つの要因になった。江田は1977年、社会党内で台頭した社会主義協会派に追われる形で離党し、新たに結成された社会市民連合に継承された。一方、日本社会党は1986年に至り、社会党は新たに決定した綱領的文書新宣言において「日本における社会主義の道」を歴史的文書として棚上げし、構造改革との関係性を整理しないかたちで、社会民主主義に方向転換するに至った。

### 構造改革路線を引き継ぐ新左翼党派
構造改革を掲げる新左翼党派も存在し、その構成員は、日本社会党の一党員として党籍を持っていた者もあれば、政党に属さない者もいる。現在も活動する主なものは以下の通り。
- 民主主義的社会主義運動（MDS、旧民主主義学生同盟民主主義の旗派）
- 自治・連帯・エコロジーをめざす政治グループ・蒼生（旧共産主義労働者党プロレタリア革命派）
- フロント（社会主義同盟）

### 構造改革の評価とその後
構造改革は、社会党がうまく取り入れていれば、議会政治の中で社会党政権の実現につながったのではないかとの指摘もある。その一方で、日本の社会の変革は、大企業などの支配勢力の妨害なしに実現が可能であるという楽観的な見通しを述べていたために、実際の政治の中では実効性をもたなかったとの主張もある。
具体的な政治の場面での影響は残り続けたと指摘できる面も否めない。
日本共産党においては、1960年代以降の大都市部で爆発的に増加した都市流入民に対する要求実現を求めるための様々な運動によって支持拡大を実現する。日本共産党の基本的路線である二段階革命論では、窮乏化する労働者と小作農を前提とするにとどまり、第一段階の国内民主化に向けての運動対象は労働組合と農民運動内での共産党勢力の育成にとどまらざるを得ない。団地の主婦や様々な地域社会のアマチュア文化運動を組織化した経過は、従来の革命理念だけでは説明しきれないものがあり、構造改革に影響を受け地域活動を展開した上田・不破兄弟が1960-1970年代に日本共産党をリードしたこととは無関係とは言えない。
日本社会党においては、理論的探究に熱心であった江田三郎とは対照的に、政治的には、中国・ソ連型の社会主義を否定する議員や労組活動家による消極的な思想として広がり、現実の政治変革や地域運動などに反映される部分は少なかった。しかし、1989年のおたかさんブームで大量当選した新人議員のうち、構造改革の影響を受けてきた者が少なくなく、後に、民主党や社民党などで有力議員となっている者がいる。
思想的としては、松下圭一「市民自治の憲法理論」などが、政治学の国民と行政との関係に対する法解釈、自治体に関する研究、自治体の計画行政のあり方、都市政策などの分野に対して大きな影響を与える。そのうち、国民と行政の関係に対する法解釈の疑義が、国民主権論として2000年代から官僚支配を打破する理論として展開され、2009年民主党政権誕生において、政治主導を支える理論として利用されている。
構造改革は、マルクス主義思想の解釈から生まれたものであるが、現在は、構造改革の系譜にある政治家・研究者の大半にマルクス主義との影響や関係はほとんどみられない。その背景には、1960-1970年の日本では、左派政党のマルクス主義を擁護する立場から、議会主義的な政治変革が必要とする立場を説明づける理論として広がり利用されてきたため、マルクス主義的な革命・改革が説得力を失った後には、構造改革の現実的な改革的理論のみが残存し、活用されている。
「構造改革」はその後、なぜか新自由主義の用語として知られることとなった（後述）。 濱口桂一郎や松尾匡は、新自由主義者と階級闘争概念が後退しアイデンティティ政治に陥ったリベラル左翼（市民派リベラル）は、戦後の開発独裁的福祉国家体制への反対という点で共闘している「近親憎悪」「紙一重」「別働隊」であり、「構造改革」がいつの間にか右派の用語になったのも関連があるのではないかとしている。

## 日本の新自由主義
2001年以降は保守政党であるはずの自由民主党の党総裁小泉純一郎がスローガンとして構造改革を引用・アレンジして聖域なき構造改革を唱え、さまざまな分野の変革を行っている。この時、構造改革とはマニフェストと共に、マルクス主義用語であるという紹介もなされている。

### 1940年体制
「日本的システム=構造問題」という議論は、日本国内に広範な支持基盤を持っている。その最大の想源は、経済学者の野口悠紀雄の1995年の著書『1940年体制-「さらば戦時経済」』であり、この書は1990年代の日本において、構造改革主義のバイブルの役割を果たした。
野口悠紀雄は、戦後の日本経済を高度経済成長へと導く基盤となった日本的経営・間接金融システムが成立したのは、日本経済の戦時経済への移行が完成した1940年ごろのことであり、戦後日本の経済システムは1940年代の戦時統制経済を引き継いで形成されたとしている。野口悠紀雄は、「日本的システム」は日本経済が欧米への『キャッチアップ』の段階にあったときには機能したが、その段階を終えた日本にとっては成長の障害となっており、そのためには「構造改革」が必要であると主張している。

#### 肯定
2007年10月19日、渡辺喜美行政改革担当大臣は経済同友会の会員懇談会で「現状を続けることが日本の最大の不幸である。民主導による競争原理を導入することが、1940年体制のDNAを変えることになる」と指摘し、1940年体制の打破の必要性を強調した。渡辺は、競争をやってはいけないというDNAは、企業を国家目的に奉仕させる目的で1940年に確立した国家総動員体制が生み出した、という持論を持っている。

#### 批判
経済学者の野口旭、田中秀臣は「『体制』『システム』という言葉によって、思考の単純化・ステレオタイプ化には大きな問題がある」と指摘している。野口旭、田中秀臣は「『金融護送船団方式』は結果として、膨大な社会的非効率性を生んだ。重要なのは、こうした政府介入による社会的非効率性は、明確な経済学的根拠に基づくものであり、『体制』『システム』という言葉によって曖昧化されるべきではないという点である。金融護送船団方式が非効率だったのはバブル崩壊よりも昔からであり、突然そうなったわけではない。それは、日本のマクロ的状況とは無関係に生じていたのである」と指摘している。経済学者の原田泰は「日本経済の構造問題とされるものは、1980年代からすでに存在していた。1990年代の経済停滞は構造が原因だとする議論は成り立たない」と指摘している。
経済学者の伊藤修は「戦時統制が戦後に影響を与えたことは否定できないが、戦後のシステムが固まってしまったとする議論は言い過ぎである。戦後の各時点において、その仕組みが選択され続け機能していたと考えるべきである」と指摘している。
野口旭は「科学は反証可能であるが、『1940年体制』というイデオロギーは反証不能である」、田中秀臣は「1940年体制テーゼでは、資源の誤った配分というミクロ的な非効率性と、資源の遊休（失業）によるマクロ的非効率性を区別する視点が欠如している」と指摘している。
中野剛志は、「左派が新自由主義を批判できないのは、経済学者の野口悠紀雄さんの『1940年体制論』に代表されるように、総力戦論の影響が大きいと思います。」「戦後の護送船団方式をはじめとする調整型の政治は、戦時中の総力戦体制の名残だとする議論です。この議論が出てきたことで、左派はすっかり思考停止してしまいました。」と指摘する。

### 批判
2015年の世界経済フォーラムにおいて、賃金カットや労働組合の弱体化などの構造改革は長期不況に陥るリスクを高めるという結論が得られた。所得格差は長期経済停滞の原因であり、これに対処すべきとの結論も得られている

。